# Sédrine Portet
Sédrine Portet (ur. 2 grudnia 1980) – francuska judoczka. Startowała w Pucharze Świata w latach 1999-2001 i 2003. Brązowa medalistka mistrzostw Europy w 2004, a także uniwersjady w 2007.  Wygrała igrzyska frankofońskie w 2005 i druga w 2001. Mistrzyni Francji w 2003 i 2004 roku.